# Pure Data

Pure Data-объекты. Текст справа от боксов — комментарии.

Pure Data, Pd («чистые данные») — визуальный язык программирования, работающий в парадигме программирования потоков данных, разработанный Miller Puckette в 1990-е годы для создания интерактивных компьютерных музыкальных и мультимедийных произведений. Является свободным аналогом Max/MSP.
Основным приложением Pd является обработка звука, однако со временем «чистые данные» нашли применение в более обширной области цифровой обработки сигналов, например, обработке изображений и видео.
В основе языка, который является полным по Тьюрингу, лежат потоки данных (англ. dataflow), проходящие через объекты (англ. object) и соединения (англ. connection) между объектами. Выход (англ. outlet) одного объекта поставляет данные для входов (англ. inlet) других объектов, а сам поток может состоять из многих шагов. Программа на Pd — набор соединённых объектов — называется патчем (англ. patch) по аналогии с модульными синтезаторами, в которых для соединений используются патч-корды.
Pure Data является событийно-ориентированной системой, в которой объекты, обрабатывающие сообщения (англ. message), ничего не делают, пока не получат данные. Объекты для обработки сигнала всегда в работе, если не отключены явным образом.